# Herb gminy Zagrodno
Herb gminy Zagrodno – symbol gminy Zagrodno, ustanowiony 1 czerwca 2005 na podstawie projektu przyjętego w 2003.

## Wygląd i symbolika
Herb przedstawia na tarczy dzielonej w słup w polu lewym srebrną basztę z czerwonym dachem oraz dwoma czarnymi oknami i bramą na zielonym tle (nawiązanie do zamku Grodziec), a w polu prawym dzielonym w pas w górnej części niebieskiej głowę złotego orła z czerwonym językiem, natomiast w części dolnej biało-czerwoną szachownicę  (godło z herbu rycerskiego rodu Bożywojów). 